# 鞠仲
鞠仲（?—?），五胡十六国南燕的司空。
南燕建平二年（401年），慕容德在延贤堂宴请文武大臣，他问：“朕可比自古以来何等君主？”青州刺史鞠仲回答：“陛下中兴国运，当然可比夏朝的少康、汉朝的光武帝。”慕容德示意左右侍从，赏赐鞠仲一千匹绸缎。鞠仲因为赏赐太多，连忙辞谢。慕容德说：“你拿话来调笑我，朕就不能调笑你吗？你回答我的不是实话，所以，朕也用虚言来赏赐你。”中书侍郎韩范进言道：“天子无戏言，今日之论，君主与臣下都不对。”慕容德非常高兴，赏赐给韩范绢绸五十匹。
太上元年（405年），慕容德驾崩，慕容超登上皇帝位，任命北地王慕容钟都督中外诸军事、录尚书事，慕容法为征南大将军并都督徐、兖、扬、南兖四州诸军事，加封慕容镇开府仪同三司，任命尚书令封孚为太尉，鞠仲为司空，封嵩为尚书左仆射。
太上二年（406年），慕容超问封孚：“朕可比自古以来何等君主？”封孚回答说：“桀、纣。”慕容超惭愧又气愤，封孚缓缓地走出，神色不改。鞠仲对封孚说：“与天子说话，怎能这样？你应回去谢罪。”封孚说：“我已年过七十，只求死得其所！”不去请罪。慕容超因为封孚声望高，于是特别宽容了他。